# Luther von Braunschweig

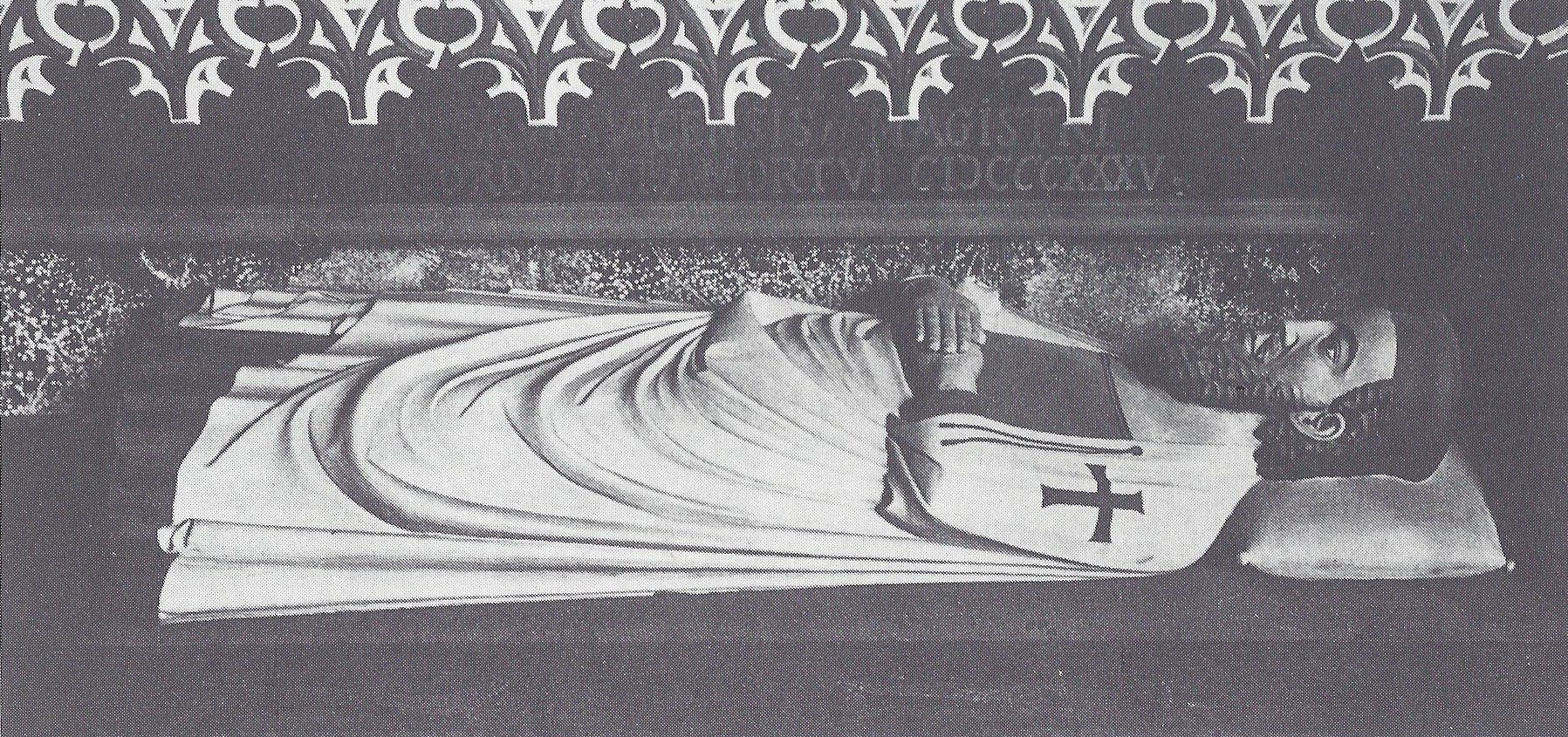
Luther z Brunszwiku

Luther von Braunschweig, Luther z Brunszwiku (ur. 1275, zm. 18 kwietnia 1335 w Sztumie) – 18. wielki mistrz zakonu krzyżackiego w latach 1331–1335.

## Życiorys
Pochodził z dynastii Welfów. Jego ojcem był książę Brunszwiku Albrecht I Wielki, matką natomiast Adelajda, córka margrabiego Montferratu Bonifacego II. Był jednym z najmłodszych z licznego rodzeństwa dlatego też został przeznaczony do stanu duchownego. Wstąpił do zakonu w 1300. Karierę zaczął od służby na zamku w Dzierzgoniu. W 1308 objął komturię w Golubiu. Rok później był komturem domowym Dzierzgonia, a od 1313 komturem domowym Malborka. W 1314 został wielkim szatnym i komturem Dzierzgonia. W tym czasie lokował kilka miast oraz uczestniczył w akcji kolonizacyjnej południowych Prus. Wielkim mistrzem został wybrany w trakcie wojny polsko-krzyżackiej i po tragicznej śmierci Wernera von Orselna, 17 lutego 1331.
Luther z Brunszwiku kontynuował podbój Kujaw. Nakazał Dytrykowi von Altenburgowi najazd na Wielkopolskę. Krzyżacy dotarli wówczas aż pod Kalisz pustosząc ogromne połacie ziemi. W kolejnych wyprawach nie przeszkodziła im nawet bitwa pod Płowcami 27 września 1331. W maju 1332 armia zakonna zdobyła Brześć Kujawski i Inowrocław, a działania wojenne zakończyły się rozejmem w 1332. Na Kujawach zorganizowano komturie i nasilono ponowne zasiedlenie z lokacją nowych osad i wsi oraz budową zamków obronnych
Pomimo że trwały działania wojenne sam Luther von Braunschweig stronił od uczestniczenia w nich. Zajmował się reformą życia religijnego zgromadzenia, pisał wiersze i książki o tematyce teologicznej. Nakazał przebudowę zamku w Malborku, aby przypominał bardziej rezydencję świeckiego władcy niż klasztor. Przyczynił się do rozbudowy kaplicy św. Anny i wzniesienia w jej podziemiach mauzoleum wielkich mistrzów. Dzięki osobistemu zaangażowaniu możliwe było ponowne rozpoczęcie wstrzymanej budowy katedry w Królewcu, w której został pochowany (sarkofag uległ zniszczeniu podczas bombardowań w czasie II wojny światowej – zachowały się części płyty nagrobnej). Zmarł w Sztumie podczas podróży do Królewca na wyświęcenie tamtejszej katedry.
Po jego śmierci wielkim mistrzem został Dietrich von Altenburg.